# Pat Patterson
Pierre Clemont (Montreal, 19 januari 1941 – Miami, 2 december 2020), beter bekend als Pat Patterson, was een Canadees professioneel worstelaar die werkzaam was bij de WWE als "Creative Consultant".

## In worstelen
- Finishers
  - Atomic drop

- Signature moves
  - Diving knee drop
  - Figure four leglock
  - Headbutt
  - Sleeper hold
  - Stinkface - Post-retirement

- Managers
  - The Grand Wizard of Wrestling

- Bijnamen
  - "Killer"
  - "Pretty Boy"

## Erelijst
- American Wrestling Association
  - AWA World Tag Team Championship (1 keer met Ray Stevens)

- Cauliflower Alley Club
  - Other honoree (1995)

- Championship Wrestling from Florida
  - NWA Florida Tag Team Championship (1 keer met Ivan Koloff)
  - NWA Florida Television Championship (1 keer)

- Lutte Internationale
  - Canadian International Tag Team Championship (5 keer; 2x met Raymond Rougeau en 3x met Pierre Lefebvre)

- NWA Hollywood Wrestling
  - NWA Americas Heavyweight Championship (1 keer)

- NWA San Francisco
  - NWA United States Heavyweight Championship (5 keer)
  - NWA World Tag Team Championship (9 keer; 1x met "Superstar" Billy Graham, 1x met Pedro Morales, 1x met Pepper Gomez, 1x met Peter Maivia, 1x met Moondog Mayne, 3x met Rocky Johnson en 1x met Tony Garea)

- NWA Western States Sports
  - NWA Brass Knuckles Championship (1 keer)
  - NWA North American Heavyweight Championship (1 keer)

- New Japan Pro Wrestling
  - NWA North American Tag Team Championship (1 keer met Johnny Powers)

- Pacific Northwest Wrestling
  - NWA Pacific Northwest Heavyweight Championship (3 keer)
  - NWA Pacific Northwest Tag Team Championship (2 keer; 1x met Tony Borne en 1x met The Hangman)

- World Championship Wrestling (Australië)
  - IWA World Tag Team Championship (1 keer met Art Nelson)

- World Wrestling Federation
  - WWF Hardcore Championship (1 keer)
  - WWF Intercontinental Championship (1 keer)
  - WWF North American Heavyweight Championship (1 keer)
  - WWF Hall of Fame (Class of 1996)